# Polyblastia abscondita
Polyblastia abscondita är en lavart som först beskrevs av William Nylander och fick sitt nu gällande namn av Johann Franz Xaver Arnold. 
Polyblastia abscondita ingår i släktet Polyblastia och familjen Verrucariaceae.  Arten är reproducerande i Sverige. Inga underarter finns listade i Catalogue of Life.